# Cantar de mio Cid

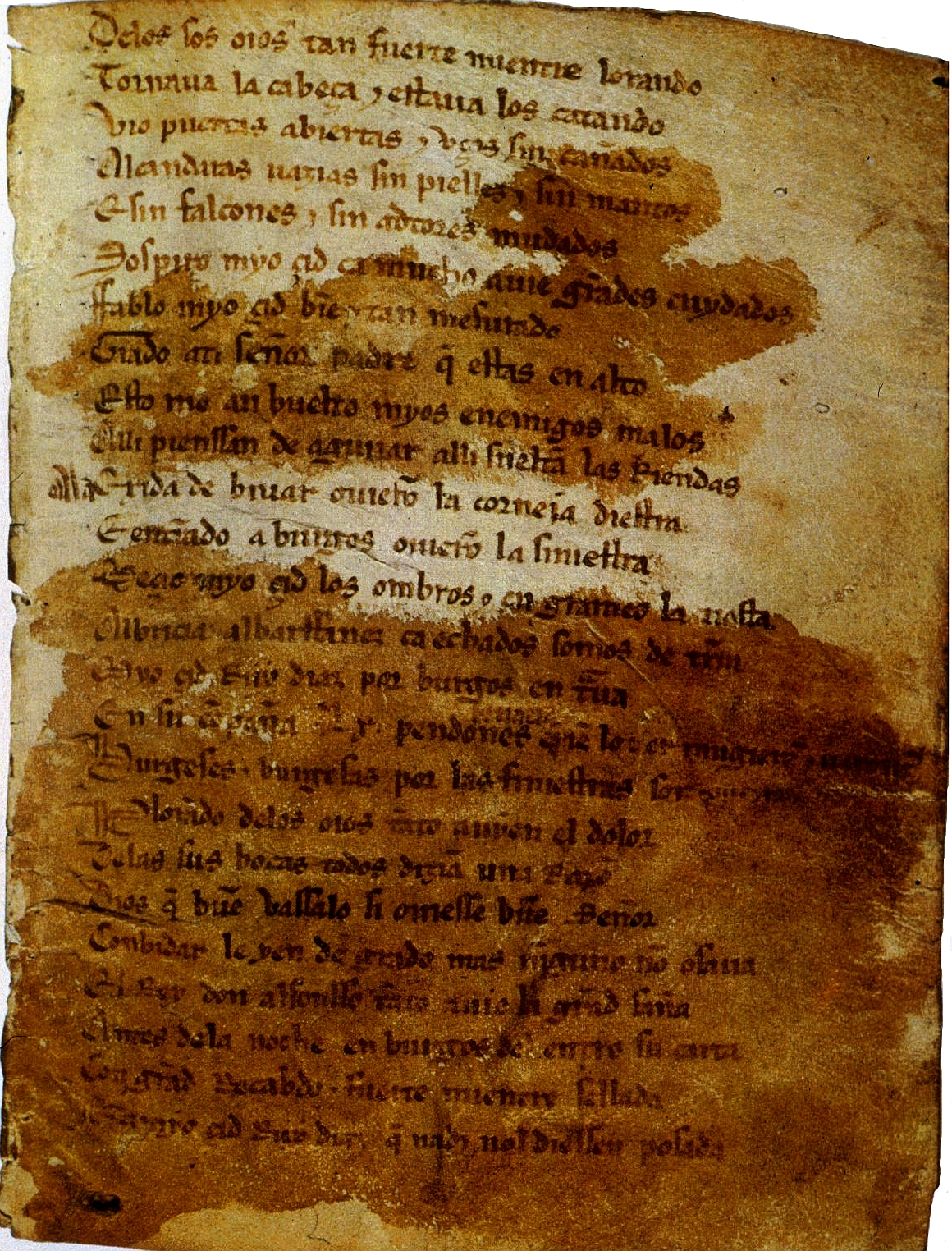
Eerste blad uit het manuscript van de Cantar de mio Cid, nu bewaard in de Nationale Bibliotheek van Spanje.

Cantar de Mio Cid of El Poema del Cid is een Spaans heldendicht uit de tijd van de reconquista, de herovering van het zuiden van Spanje in de middeleeuwen. Het is het oudste nog bewaard gebleven chanson de geste (cantar de gesta) uit de Spaanse literatuur. De hoofdpersoon, Rodrigo Diaz de Vivar, heeft echt bestaan, maar de gebeurtenissen in het gedicht zijn geromantiseerd en maken hem tot een ideale (kruis)ridder. Het centrale thema is eer en het weer verwerven van verloren eer.
De oudste bekende kopie dateert van 1207 en is door een zekere Per Abbat op papier gezet. Het begin van het gedicht en een aantal pagina's uit het midden ontbreken. Wellicht is het gedicht door twee personen geschreven, van wie er één Rodrigo goed moet hebben gekend.
Het gedicht is vermoedelijk niet door de oorspronkelijke dichter opgeschreven, maar mondeling doorgegeven en later door Per Abbat opgeschreven. Het dateert dan ook waarschijnlijk van voor 1147.
De toeristische autoroute Camino del Cid doet de plaatsen aan uit het heldendicht.

## Fragment uit Cantar primero
| El Campeador adeliñó a su posada; así como llegó a la puerta fallóla bien cerrada, por miedo del rey Alfonso, que así lo pararan; que si no la quebrantase no se la abriesen por nada. Los del mío Cid a altas voces llaman, los de dentro no les querían tornar palabra. Aguijó mío Cid, a la puerta se llegaba, sacó el pie de la estribera, una ferida le daba; no se abre la puerta que era bien cerrada. | De Cid ging meteen naar zijn herberg, aan de poort gekomen vond hij die goed vergrendeld. Uit angst voor koning Alfonso hadden zij dit gedaan; tenzij hij ze afbrak zouden ze hem voor geen enkele reden openen. De mannen van mijn Cid riepen met luide stemmen; de mannen binnen waren afkerig om te antwoorden. Mijn Cid stormde vooruit, hij kwam tot bij de poort, trok zijn voet uit de stijgbeugel, en gaf de poort een dreun, de poort ging niet open, want zij was goed op slot. |

## Nederlandse vertalingen
- El poema del Cid. Het twaalfde-eeuwse Spaanse epos in het Nederlands herdicht, vert. A Nijpels, 1964
- De Cid = Poema de mio Cid, tweetalige uitgave Spaans-Nederlands, vert. Sophie Brinkman en Alice Nieboer, 1987. ISBN 9789071677083